# Heràclit i Demòcrit
Heràclit i Demòcrit és un quadre del pintor Peter Paul Rubens, realitzat el 1603, que es troba al Museu Nacional d'Escultura de Valladolid.
El pintor el va realitzar com a encàrrec del privat de Felip III de Castella, Francisco Gómez de Sandoval Rojas y de Borja, conegut com el Duc de Lerma. Després de passar per diverses col·leccions, el desembre de 1999 va ser venut pel magnat sirià del petroli Akram Ojjeh, a la casa de subhastes Christie's de Londres, i el va adquirir el Ministeri de Cultura i Esport d'Espanya per unes 661.000 lliures esterlines (uns 175 milions de pessetes).

## Tema

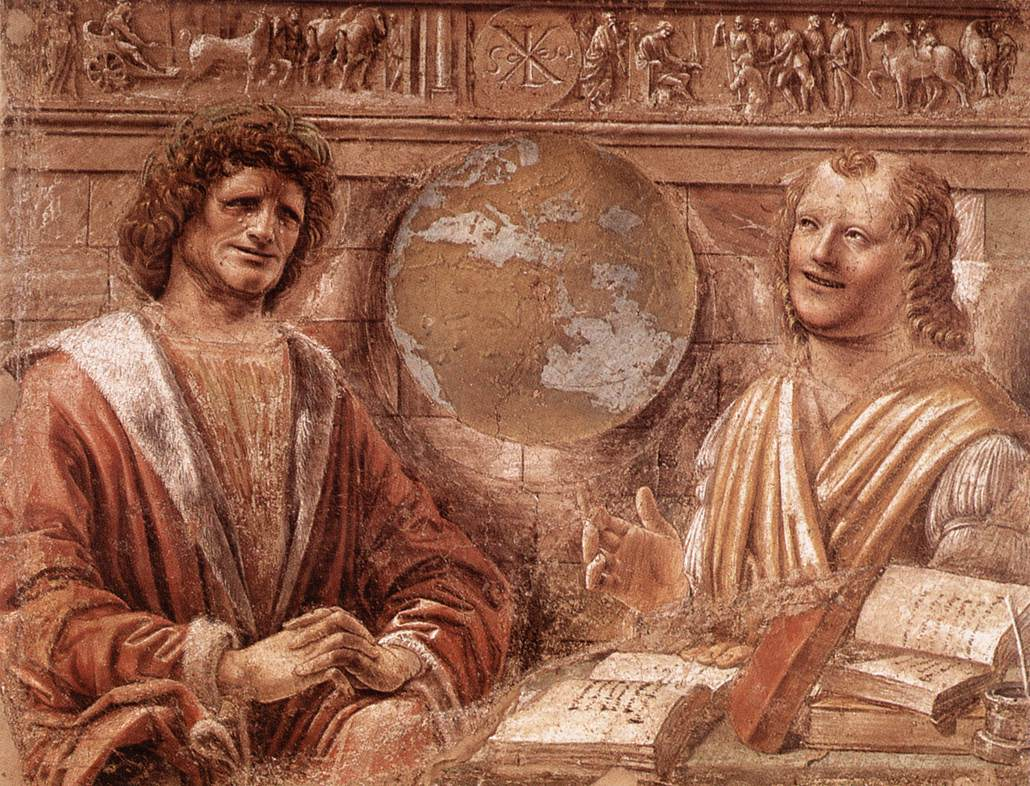
Heràclit i Demòcrit de Bramante (1447)

La representació del tema artístic d'Heràclit i Demòcrit va ser molt freqüent al segle xvii com a contraposició de l'optimisme davant del pessimisme a la vida. Es representa a Heràclit i Demòcrit, filòsofs grecs del segle V aC.
Al quadre es mostren els dos filòsofs com a representants de caràcters oposats mirant fixament l'espectador i col·locats a banda i banda d'un globus terraqüi on s'aprecien els territoris del nord d'Europa i centreeuropeus envoltats de mars talment una carta portolana on és visible la rosa dels vents. Les seves identitats queden aclarides en inscripcions amb caràcters grecs que recorren les vores dels mantells.